# 伊帕里河

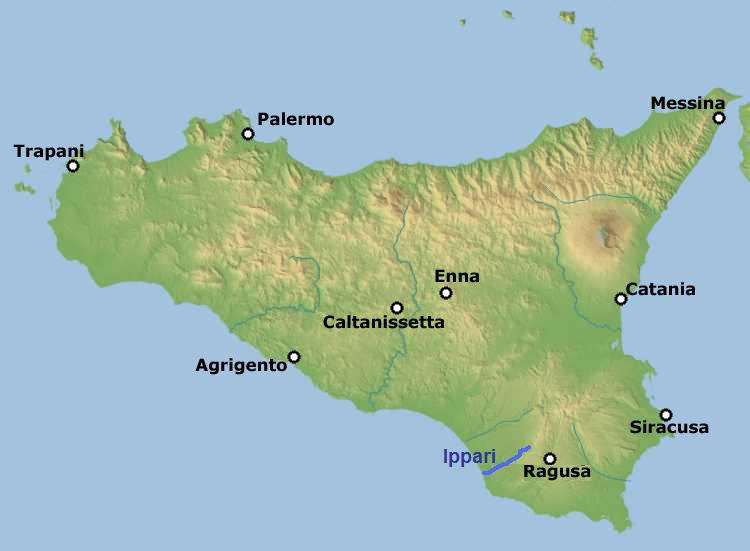

伊帕里河（義大利語：Ippari）是意大利的河流，位於西西里島東南部拉古薩省境内，河道全長28公里，發源自基亚拉蒙特古尔菲，最終注入地中海。
36°25′00″N 14°26′00″E / 36.4167°N 14.4333°E